# Montreal Locomotive Works
Pour les articles homonymes, voir MLW.
Montreal Locomotive Works (MLW) est une compagnie canadienne de fabrication de locomotives de chemin de fer ayant eu plusieurs noms et propriétaires entre 1883 et 1985. La MLW produisit des locomotives à vapeur puis diesel à partir de son usine de Montréal (Canada) où se trouvait également son siège-social.

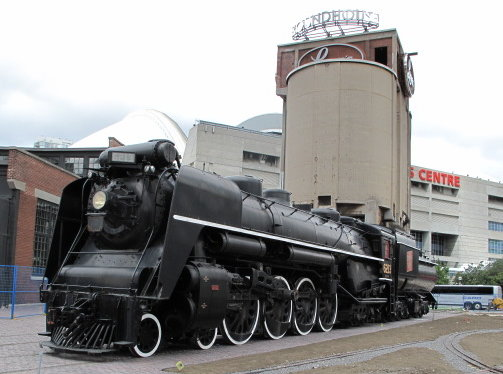
Locomotive 6213, type 242, au Canada, construite par Montreal Locomotive Works (69711/1943)

## Histoire

### La vapeur

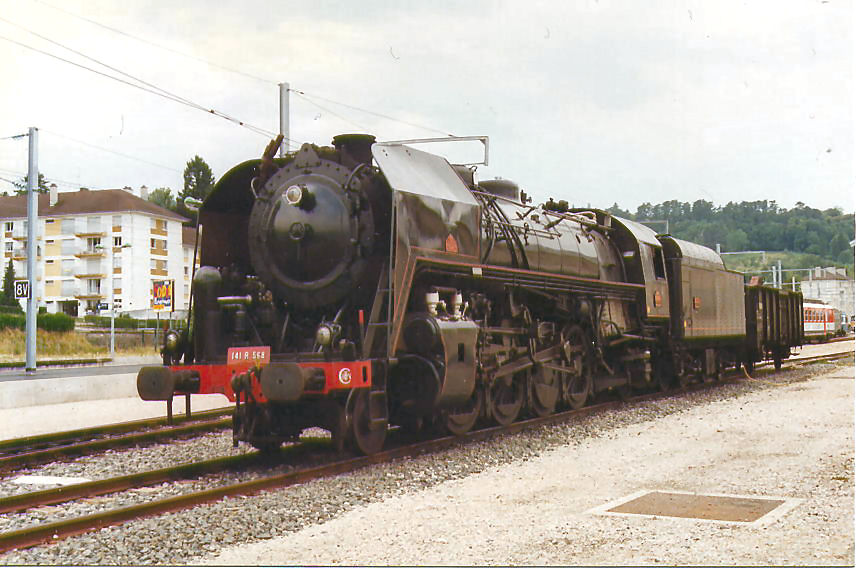
Modèle de locomotive 141 R tractant des trains touristiques en 1996. MLW fut l'un des constructeurs de ce modèle à vapeur.

La Locomotive and Machine Company of Montreal Limited fut créée en 1883 pour fournir au marché intérieur canadien des locomotives à vapeur. En effet, la liaison transcontinentale est en cours de finalisation et les compagnies telles que le Canadien Pacifique (CP), le Grand Trunk Railway et le Intercolonial Railway sont en fort développement.
La période 1900 à 1915 est une période exceptionnellement faste pour le développement du chemin de fer au Canada. Les barrières tarifaires favorisent la production locale aux dépens de celle venant des États-Unis. En 1901, la compagnie américaine American Locomotive Company (ALCO) de Schenectady, New York, est formée à partir de plusieurs compagnies en difficulté financière. En 1904, elle achète la Locomotive and Machine Company of Montreal Limited afin d'avoir accès au marché canadien qui aurait été fermé autrement. Cette dernière devient ainsi une filiale et elle est renommée quelques années plus tard Montreal Locomotive Works (MLW). MLW construit et dessine des produits typiques de ALCO et prend finalement une grande part du marché canadien.
En 1918, la formation du Canadien National (CN) par le gouvernement canadien, à partir de plusieurs compagnies en faillite, est assorti d'une règle qui force cette société de la Couronne à s'approvisionner auprès de plusieurs fabricants afin de ne pas créer de monopole. Le Canadien National modernise sa flotte entre les années 1920 et les 1940, remplaçant les locomotives disparates obtenues de la fusion, par de nouvelles construites selon ses propres critères. MLW obtint une large part de ce marché.

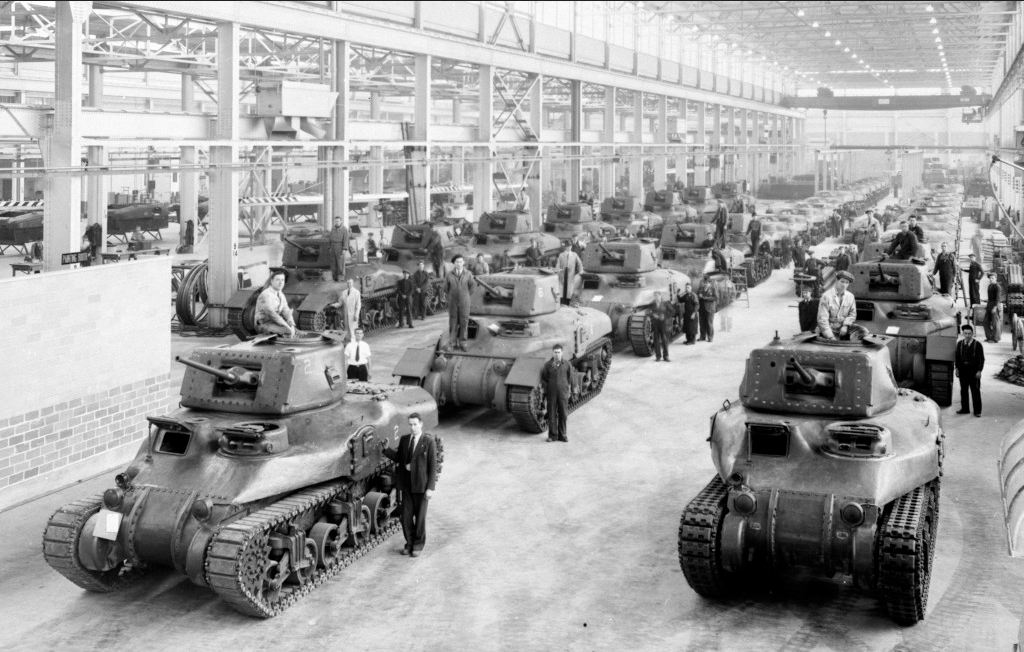
Chars Ram produit par MLW.

L'entreprise se diversifia durant la Seconde Guerre mondiale en fabriquant du matériel de guerre pour les Alliés du Commonwealth. En particulier, la MLW fabriqua des chars de combat Ram et Sherman M4 Grizzly, ainsi que des canons automoteurs Sexton. La main-d'œuvre féminine apparut dans ses ateliers à cette époque.

### Le diesel
Après la guerre, MLW et les autres fabricants canadiens de locomotives reviennent à leur produit principal. Ils bénéficient toujours du protectionnisme gouvernemental mais l'apparition des locomotives diesel amène de nouveaux compétiteurs. En 1949, General Motors établit une filiale de sa division électro-motrice au Canada, sous le nom de General Motors Diesel Division (GMD), à London (Ontario).
En même temps, le compétiteur traditionnel dans la vapeur de MLW, Canadian Locomotive Company (CLC), est entré en partenariat avec l'américain Baldwin Locomotive Works dont il importe les plans de locomotives. Lorsque Baldwin ferme, CLC fabrique sous licence les locomotives de Fairbanks-Morse, dont la fameuse Trainmaster. MLW se voit donc forcé d'introduire ses premiers locotracteurs, ou locomotives de manœuvre diesel pour gare de triage, selon des plans légèrement modifiés de locomotives d'ALCO. En 1951, MLW produit ses premières locomotives pour trains de marchandises.
La CN continue d'utiliser surtout des locomotives à vapeur au cours des années 1950 pendant que les compagnies ferroviaires américaines se convertissent au diesel. Finalement, le CN et les autres compagnies canadiennes doivent faire la transition pour rester compétitives et il ne reste plus de locomotives à vapeur au début des années 1960. Ce retard de quinze ans permet aux compagnies canadiennes de jouir d'un carnet de commandes très intéressant pendant que les compagnies américaines sont en phase de consolidation avec une baisse de la demande outre-frontière. MLW bénéficie d'une bonne partie des commandes de CN selon la politique de diversification des sources et même un peu plus. En effet, se situant au Québec lors de la montée du nationalisme québécois, le gouvernement fédéral fait pression sur CN pour augmenter la part de la compagnie, espérant calmer le mouvement.
Plusieurs autres compagnies préfèrent les locotracteurs de MLW/ALCO très à l'aise dans les pentes raides. De plus, le partenariat avec General Electric leur donne des systèmes électriques extrêmement robustes. Enfin, la politique souple du gouvernement canadien envers les pays communistes et ceux du Tiers-monde favorise les contrats d'exportation alors que les compagnies américaines ont des restrictions très sévères à leur égard.
MLW tente également de se diversifier en construisant les séries M1 du métro de Toronto qui ouvrit à cette époque. Cependant, la Toronto Transit Commission donna les contrats suivants à Hawker-Siddeley Canada à partir du milieu des années 1960.

### MLW-Worthington
ALCO souffre de graves problèmes financiers durant les années 1960 à la suite de l'entrée General Electric dans le marché des locotracteurs aux États-Unis, après avoir été son partenaire. En 1964, Worthington Corporation rachète MLW qui devient MLW-Worthington sans changement majeur de sa vocation. En 1967, Worthington fusionne avec l'ancien fabricant automobile Studebaker sous le nom de Studebaker Worthington Inc. En 1968, plusieurs divisions d'ALCO deviennent semi-indépendantes et, en 1969, les derniers ateliers d'ALCO à Schenectady dans l'état de New York sont fermés.
La même année, MLW-Worthington rachète les plans de locomotives du groupe. Ceux des moteurs diesel sont revendus à White Motor Corporation en 1970 qui changera de propriétaire deux fois pour finalement faire partie de Fairbanks-Morse en 1994. MLW-Worthington continue de produire une seconde génération de locomotives diesel au Canada durant les années 1970 et n'a plus que GMD comme concurrent après la fermeture de CLC en 1969. La compagnie devient d'ailleurs un des chefs de file en ce domaine en Amérique du Nord et le design canadien influence jusqu'à ce jour les locomotives qu'on retrouve sur le continent. Les locomotives MLW M-420 à large cabine en retrait, qui permet de voir vers l'avant et l'arrière du train en plus d'être loin du point d''impact en cas de collision, devinrent la norme au Canada grâce aux efforts des compagnies de chemin de fer et de leurs employés syndiqués. Finalement, ses caractéristiques furent adoptées par les fabricants américains dans les années 1980.

### Bombardier

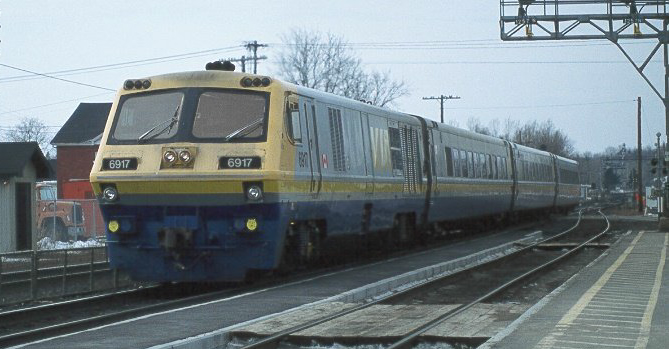
LRC #6917 à Brockville, Ontario par Randy Plunkett

En 1975, Bombardier Inc., issue du domaine de l'autoneige et de la motoneige, se lance dans le domaine ferroviaire. Il prend une participation majoritaire dans MLW-Worthington et le place dans sa division Bombardier Transport. MLW continue de concevoir des locomotives de pointe jusque dans les années 1980. Il bénéficie également de sa position géographique à Montréal où se trouve toujours le siège social du CN et de Via Rail ainsi que de la situation politique. MLW obtient ainsi le contrat pour la construction des locomotives diesel pour le train LRC, un train pendulaire rapide, pour Via Rail. Celles-ci ont été utilisées jusqu'en 2005 et les wagons sont toujours utilisés avec des locomotives plus modernes.
MLW développe également dans son atelier de recherche une première version de locomotive à courant alternatif en 1984, la MLW M-640. Le CP l'utilise en tant que démonstrateur mais aucune commande ne suit cet essai. Par la suite, MLW-Bombardier produit la série HR (en anglais Highly Reliable pour Très Fiable) de locomotives à 4 et 6 essieux pour trains de marchandises du CN. Elles ont un succès très relatif car seulement trente sont produites, souffrant de problèmes mécaniques et électriques.
En 1985, Bombardier change ses objectifs en se diversifiant dans l'aéronautique et en se concentrant sur les wagons de train plutôt que les locomotives. On décide donc de vendre l'usine dormante de MLW à General Electric en 1988. Celle-ci y construit des locotracteurs du même type que celui qui causa des problèmes financiers à ALCO durant les années 1960. MLW fut définitivement fermé en 1993. La moitié des bâtiments brûla en 2000 mais l'autre moitié est la propriété du Conseil national de recherches du Canada (CNRC). Bombardier est revenu dans la construction des locomotives depuis cette époque mais avec des plans provenant de ses usines européennes.